# Langelandia brachati
Langelandia brachati là một loài bọ cánh cứng trong họ Zopheridae. Loài này được Daffner miêu tả khoa học năm 1983.